# ITV體育
ITV體育（ITV Sport）是英國獨立電視公司的體育製作部門，由格蘭納達體育和卡爾頓體育合併誕生。ITV體育的主要節目在ITV1和ITV4頻道播出。ITV體育擁有一些足球賽事、橄欖球世界杯和法國網球公開賽等體育賽事的轉播權。自1966年開始，ITV就和BBC並為世界杯足球賽在英國的轉播機構。

## 外部連結
- itv.com上《ITV Sport 》的資料